# ریک هولم
ریک هولم (انگلیسی: Rikke Holm؛ زادهٔ ۲۲ مارس ۱۹۷۲) بازیکن فوتبال اهل دانمارک است.
از باشگاه‌هایی که در آن بازی کرده‌است می‌توان به باشگاه فوتبال ادنسه اشاره کرد.
وی همچنین در تیم ملی فوتبال زنان دانمارک بازی کرده‌است.